# Black Lightning (film 1924)
Black Lightning è un film muto del 1924 prodotto e diretto da James P. Hogan. Il regista firma anche la fotografia e appare in un piccolo ruolo nel cast. Protagonista del film, il cane Thunder the Dog, cui si affiancano una giovane Clara Bow, Harold Austin, Eddie Phillips, Joe Butterworth.

## Trama
Ray Chambers, veterano della prima guerra mondiale, va in montagna per riprendersi dalle ferite di guerra, accompagnato dal fedele pastore tedesco Black Lightning, il cane che lo ha salvato in Francia. Il giovane incontra Martha Larned, una ragazza che vive con il fratellino Dick. Avendo scoperto che Martha è la sorella di Frank, il suo amico commilitone morto, Ray decide di restare per proteggerla dalle molestie di Jim Howard e del fratellastro Ez. Il piccolo Dick, però, rimane ferito in una caduta; Ray deve lasciarli per andare alla ricerca di un medico ed Ez, dopo avere ucciso Jim, aggredisce Martha. Black Lightning corre in difesa della ragazza, avendo la meglio sul suo assalitore.

## Produzione
Il film fu prodotto dalla Gotham Productions.

## Distribuzione
Il copyright del film, richiesto dalla Gotham Productions, fu registrato il 7 ottobre 1924 con il numero LP20668.
Distribuito dalla Lumas Film Corporation e presentato da Samuel Sax, il film uscì a New York l'8 dicembre 1924. Nel Regno Unito, il film venne distribuito dalla Unity Film Company il 3 maggio 1926 in una versione ridotta di 1.417,35 metri rispetto ai 1.676,4 metri della versione originale. In Danimarca, uscì il 3 maggio 1926 con il titolo Det sorte lyn, mentre in Francia venne ribattezzato Coeur de chien.

### Conservazione
Copie della pellicola si trovano conservate negli archivi del Gosfilmofond di Mosca e dell'UCLA Film And Television Archive di Los Angeles.